# Курчи, Карло Мария
Карло Мария Курчи (итал. Carlo-Maria Curci; 1809—1891) — итальянский иезуит.
Курчи присоединился к Обществу Иисуса в 1826 в 16-летнем возрасте и посвятил себя образованию и заботе о бедных и заключённых. Курчи стал одним из первых редакторов иезуитского журнала La Civiltà Cattolica. Для защиты ордена написал «Fatti ed argomenti» против «Prolegomeni» Винченцо Джоберти, к «Primato» которого ранее написал предисловие. 
В 1870-х годах Курчи читал курс христианской философии во Флоренции и опубликовал несколько работ по Священному Писанию. Перевёл Новый Завет и псалмы на итальянский язык. В своем издании Нового Завета Курчи резко критиковал итальянское духовенство за пренебрежение изучением Библии. 
В 1870 выступил решительным поборником светской власти папы в «Lezioni esegetiche е morali sopra i quattro Evangeli» (Флоренция; 1874—1876; нов. изд. 1877), но в скором времени изменил своё направление и советовал папе примириться с королевством Италии. За написанную в этом духе книгу, где он призвал к разделению церкви и государства: «Современный конфликт между Церковью и Италией» («Il moderno dissidio tra la Chiesa e l’Italia»; Флоренция, 1877) был исключён из ордена иезуитов. 
В 1879 он покорился Льву XIII, но уже в 1881 снова вернулся к своим прежним взглядам в книгах: «Новая Италия и старые зелоты» («La nuova Italia et i vecchi zelanti», нем. пер., Лейпциг, 1882) и «Королевский Ватикан» («Il Vaticano Regio, tarlo superstite della Chiesa cattolica», Флоренция, 1883). Обе книги были внесены в Индекс запрещённых книг и Курчи после ряда церковных наказаний был принуждён взять назад свои утверждения. 
В 1884 Курчи был исключён из Общества Иисуса и отстранен от церкви. После своего исключения он получал финансовую поддержку от кардинала Генри Эдварда Мэннинга и был повторно принят в иезуитский орден за несколько месяцев до своей смерти в 1891 году. За это время он написал также «Di un socialismo cristiano» (1885), в котором отобразились его диалог с рабочим движением и сближение с христианским социализмом.